# MHETáza
MHETáza je enzym patřící mezi hydrolázy, objevený v roce 2016. Štěpí kyselinu mono-2-hydroxyethyltereftalovou (MHET), produkt rozkladu polyethylentereftalátu (PET) PETázami, na ethylenglykol a kyselinu tereftalovou. Tyto dva enzymy se vyskytují u bakterie Ideonella sakaiensis a umožňují ji využívat PET jako jediný zdroj uhlíku. 

## Reakce
První objevený enzym podílející se na rozkladu PET, PETáza, jej štěpí na meziprodukty MHET (kyselinu 2-hydroxyethyltereftalovou) a malá množství BHET (bis(2-hydroxyethyl)tereftalátu). MHETáza hydrolyzuje esterovou vazbu MHET za vzniku kyseliny tereftalové a ethylenglykolu.

Rozklad PET PETázou a MHETázou

Vedle svého původního substrátu MHET může tento enzym hydrolyzovat také kyselinu mono-p-nitrofenyl-tereftalovou (MpNP). Tuto hydrolýzu je možné použít na měření aktivity enzymu a zkoumání jeho kinetiky. Estery kyseliny ferulové a gallové, substráty příbuzných enzymů patřících mezi tanázy, MHETáza nepřeměňuje. Para-nitrofenylestery alifatických monokarboxylových kyselin, například p-nitrofenylacetát, se také nehydrolyzují.
MHETáza nedokáže rozložit BHET, kyselinu mono(2-hydroxyethyl)isoftalovou (MHEI), ani mono(2-hydroxyethyl)-furanovou (MHEF). MHEI se pravděpodobně vytváří rozkladem průmyslového PET, při jehož výrobě se jako komonomer používá kyselina isoftalová. MHEF je produktem rozkladu PEF PETázami. Existují snahy o překonání těchto nedostatků.

## Struktura

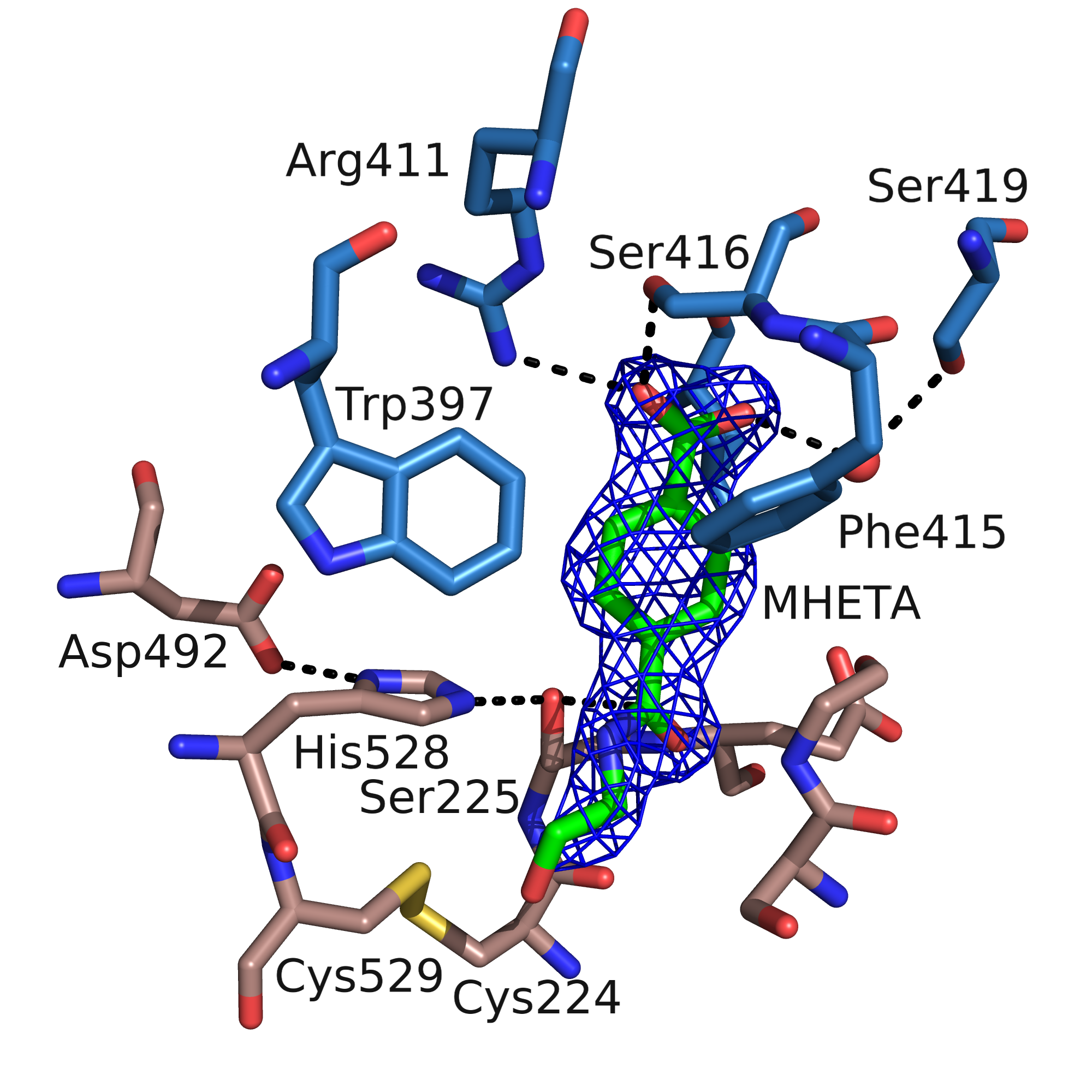
MHETA navázaný na MHETázu. Vzdálenosti mezi nehydrolyzovatelným ligandem MHETA (monohydroxyethyltereftalamidem, zeleně) a katalytickými zbytky Ser225, His528 a Asp492 (část hydrolázové podjednotky znázorněné hnědě) a vazebnými zbytky ligandů (součástmi podjednotky zobrazené modře) jsou znázorněny čárkovaně.

Struktura MHETázy byla určena v roce 2019. Bylo zjištěno, že je podobná alfa/beta hydrolázám. V databázi ESTHER se řadí mezi tanázy, do bloku X. MHETáza se skládá ze dvou podjednotek: hydrolázová část obsahuje v aktivním místě zbytky Ser225, His528 a Asp492; v druhé části se nachází většina zbytků vazebného místa pro substrát.